# Atractus trilineatus
Atractus trilineatus är en ormart som beskrevs av Wagler 1828. Atractus trilineatus ingår i släktet Atractus och familjen snokar. Inga underarter finns listade.
Arten förekommer i östra Venezuela och västra Guyana samt i angränsande regioner av Brasilien. Den lever även på Trinidad och Tobago. Honor lägger ägg.